# Вега, Луис
Луис Фернандо Вега Вильякорта (исп. Luis Fernando Vega Villacorta; род. 28 февраля 2002, Сан-Педро-Сула) — гондурасский футболист, защитник клуба «Марафон» и сборной Гондураса.

## Клубная карьера
Вега — воспитанник клуба «Марафон». 19 января 2020 года в матче против «Виды» он дебютировал в Лиге Насьональ. 4 октября в поединке против «Гондурас Прогресо» Луис забил свой первый гол за «Марафон». 

## Международная карьера
В 2019 году в составе юношеской сборной Гондураса Вега принял участие в юношеском Кубке КОНКАКАФ. На турнире он сыграл в матчах против команд Гайаны, Сальвадора, Тринидада и Тобаго и Гаити. 
16 июня 2023 года в товарищеском матче против сборной Венесуэлы Вега дебютировал за сборную Гондураса.